# Acroporium denticulatum
Acroporium denticulatum är en bladmossart som beskrevs av Hugh Neville Dixon 1924. Acroporium denticulatum ingår i släktet Acroporium och familjen Sematophyllaceae. Inga underarter finns listade i Catalogue of Life.